# Cerkiew św. Paraskewii w Ożannie
Cerkiew św. Paraskewii w Ożannie – drewniana cerkiew greckokatolicka, która znajdowała się w Ożannie w gminie Kuryłówka w powiecie leżajskim województwa podkarpackiego. Należała do dekanatu leżajskiego, do parafii należała również filialna cerkiew w Kuryłówce.
Cerkiew została zbudowana w 1865 na miejscu wcześniejszej drewnianej cerkwi, która była użytkowana przed rokiem 1830. Została zniszczona po wysiedleniu ludności ukraińskiej, ocalała tylko murowana dzwonnica.
W latach 90. XX wieku cerkwisko wraz z cmentarzem zostało sprzedane przez powojennego właściciela – Lasy Państwowe prywatnemu przedsiębiorcy, który urządził na tym terenie ośrodek wypoczynkowy.

## Literatura
- Dmytro Błażejowśkyj - "Historical šematyzm of the eparchy of Peremyšl", Lviv 1995